# Shinji Kagawa
Shinji Kagawa (japansk: 香川 真司; født 17. marts 1989 i Kobe, Japan) er en japansk fodboldspiller, der spiller som midtbanespiller for Borussia Dortmund. Han har spillet for klubben siden sommeren 2014. Tidligere har han optrådt for Manchester United og den japanske klub Cerezo Osaka.

## Karriere

### Manchester United F.C.
Manchester United F.C. har officielt bekræftet d. 5 juni 2012 at de har forhandlingerne på plads med Kagawa. Kagawa skifter derfor til Manchester United F.C., så snart lægetjek er bestået og hans arbejdstilladelse er givet underskriver Kagawa kontrakten hvilket det blev d. 22 juni 2012 Shinji Kagawa var den første japanske spiller i klubbens historie.

### Landshold
Kagawa står (pr. 16. november 2013) noteret for 52 kampe og 16 scoringer for Japans landshold, som han debuterede for den 24. maj 2008 i en venskabskamp mod Elfenbenskysten. Han var en del af den japanske trup til VM i 2014 i Brasilien og til VM i 2018 i Rusland.